# Saga Becker
Saga Becker, född 1988, är en svensk skådespelare och författare.
Becker växte upp i Eringsboda utanför Ronneby och är bosatt i Stockholm.
Becker debuterade i Ester Martin Bergsmarks långfilm Nånting måste gå sönder som bygger på Eli Levéns roman Du är rötterna som sover vid mina fötter och håller hela jorden på plats. För sin rollprestation som karaktären Sebastian/Ellie vann Becker en Guldbagge i kategorin Bästa kvinnliga huvudroll vid Guldbaggegalan 2015 och blev därmed första öppet transidentifierade person att både nomineras och vinna. Hon nominerades även till Rising Star Award vid Stockholms filmfestival 2014.
Saga har även skrivit böckerna Våra tungor smakar våld och Sommarnatt – feministisk erotik, samt är medförfattare till barnboken Vi är världen som hon har skrivit tillsammans med Malin Nilsson.
År 2015 var Becker en av årets sommarpratare i Sommar i P1. Samma år var hon även en av Sommarpratarna i SVT2.
År 2016 var Becker med i Sveriges Televisions serie Tjejer som oss, i vilken fem transtjejer berättar om sina liv.
Saga Becker är ambassadör för Suicide Zero.